# L'Œuvre scientifique de Pasteur
Pour plus de détails, voir Fiche technique et Distribution.
L'Œuvre scientifique de Pasteur est un court métrage français de Georges Rouquier et Jean Painlevé, sorti en 1947.

## Synopsis
Documentaire sur les travaux, l’œuvre scientifique et la vie de Louis Pasteur.

## Fiche technique
- Titre : L'Œuvre scientifique de Pasteur
- Réalisation : Georges Rouquier et Jean Painlevé
- Directeur de la photographie  : Marcel Fradetal
- Prises de vue scientifiques : Jean Painlevé et Daniel Sarrade
- Montage : Suzanne Sandberg
- Musique : Guy Bernard
- Chef d'orchestre : André Girard
- Maquilleur : Hagop Arakelian
- Pays d'origine :  France
- Durée : 33 minutes

## Distribution
- Roland Tirat : Louis Pasteur